# جو هولاند (مدرب كرة سلة)
جو هولاند (بالإنجليزية: Joe Holland)‏ هو مدرب كرة سلة أمريكي، ولد في 7 سبتمبر 1916 في مقاطعة غراند فوركس في الولايات المتحدة، وتوفي في 23 يناير 1992 في بورتلاند في الولايات المتحدة.